# Richard Pietschmann

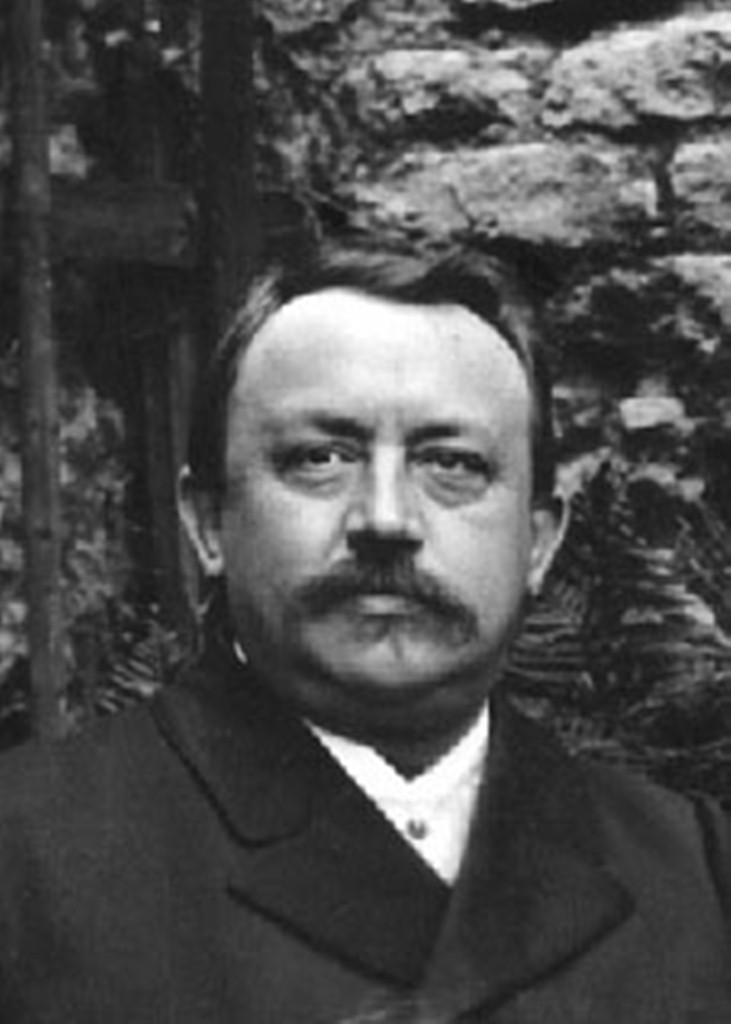
Richard Pietschmann, um 1900

Richard Ludwig Wilhelm Pietschmann (* 24. September 1851 in Stettin; † 17. Oktober 1923 in Göttingen) war ein deutscher Bibliothekar, Orientalist und Ägyptologe.

## Familie
Richard Pietschmann wurde 1851 als Sohn des Stettiner Bildhauers Eduard Pietschmann (1819–1890) und dessen Frau Leopoldine (1823–1879) geborene Post in Stettin geboren.
Er heiratete am 13. August 1892 Emilie Grüneklee (1869–1935), die Tochter des Göttinger Universitätsfechtmeisters Robert Grüneklee und dessen Frau Marie, geb. Nachtigall. Eine Tochter wurde dem Ehepaar geboren, die Mikrobiologin Katharina Meyer, geb. Pietschmann.

## Leben
Pietschmann besuchte bis 1870 das Marienstiftsgymnasium zu Stettin und studierte anschließend in Berlin und Leipzig hauptsächlich Philosophie, gemeinsam mit allgemeiner Sprachwissenschaft, Philologie, Ägyptologie, Orientalistik, Religions- und Kunstgeschichte. Dabei hörte er unter anderem bei Adolf Bastian, Theodor Mommsen und Richard Lepsius. Seine wichtigsten Lehrer in Leipzig wurden der Geograph Oskar Peschel und der Ägyptologe Georg Ebers; mit Ebers verband Pietschmann fortan eine enge Freundschaft. 1874 promovierte er an der philosophischen Fakultät der Universität Leipzig mit der Arbeit Hermes Trismegistos in ägyptischen, griechischen und orientalischen Überlieferungen.
Nach seiner anschließenden Ableistung des Militärdienstes in seiner Geburtsstadt Stettin schlug Pietschmann die bibliothekarische Laufbahn ein und half bis 1876 bei der Katalogisierung der Universitätsbibliothek Greifswald. Weitere Stationen waren die Universitätsbibliotheken von Breslau (bis 1887) und kurzfristig Marburg, bevor er 1888 an die Universitätsbibliothek Göttingen versetzt wurde, an der er ab 1894 als Oberbibliothekar arbeitete. Gleichzeitig hatte er ab 1889 erst eine außerordentliche, später ordentliche Professur an der Universität Göttingen inne, in den Fächern Ägyptologie und altorientalische Geschichte. In dieser Eigenschaft übernahm er die Leitung verschiedener von Kaiser Wilhelm II. ausgesandter Expeditionen.
1897 wurde Pietschmann von der Königlichen Gesellschaft der Wissenschaften als Mitglied aufgenommen. Im gleichen Jahr erhielt er den Roten Adlerorden. Seitdem war er auch Geheimer Regierungsrat.
Im Jahre 1899 übernahm Pietschmann den Posten des Direktors der Universitätsbibliothek Greifswald, wurde 1902 zum Abteilungsdirektor an der Königlichen Bibliothek in Berlin ernannt und am 1. April 1903 zum Direktor der Universitätsbibliothek Göttingen. Diesen Posten behielt er bis zu seiner Emeritierung 1920. In Göttingen war Pietschmann zugleich Professor für Bibliotheks-Hilfswissenschaften und leitete als Vorsitzender der Kommission für die bibliothekarische Fachprüfung die Ausbildung zum höheren Bibliotheksdienst in Preußen.
Anlässlich eines Kongresses in Kopenhagen entdeckte Pietschmann 1908 das dort ruhende, umfangreiche und bisher unbekannte Manuskript des peruanischen Historikers und Ethnologen Waman Puma de Ayala (um 1535/1550–1615), das mit seinen zahlreichen Illustrationen nach seiner Veröffentlichung ein ganz neues Licht auf das Inkareich und die Periode der Eroberung warf.
Pietschmanns Nachlass wird in der Handschriftenabteilung der Niedersächsischen Staats- und Universitätsbibliothek Göttingen aufbewahrt.

## Schriften
- Geschichte der Phönizier (= Allgemeine Geschichte in Einzeldarstellungen. Hauptabtheilung 1, Theil 4, Hälfte 2). Grote, Berlin 1889.